# Monprimblanc
 Monprimblanc  ist eine französische Gemeinde mit 278 Einwohnern (Stand 1. Januar 2022) im Département Gironde in der Region Nouvelle-Aquitaine. Die Gemeinde gehört zum Kanton L’Entre-deux-Mers im Arrondissement Langon. 

## Bevölkerungsentwicklung
| Jahr                       | 1962 | 1968 | 1975 | 1982 | 1990 | 1999 | 2010 | 2017 |
| Einwohner                  | 320  | 330  | 275  | 250  | 257  | 276  | 278  | 300  |
| Quellen: Cassini und INSEE |      |      |      |      |      |      |      |      |

## Weinbau
Monprimblanc ist eine Weinbaugemeinde; die Rebflächen gehören zu den Appellationen Premières Côtes de Bordeaux und Cadillac.

## Sehenswürdigkeiten

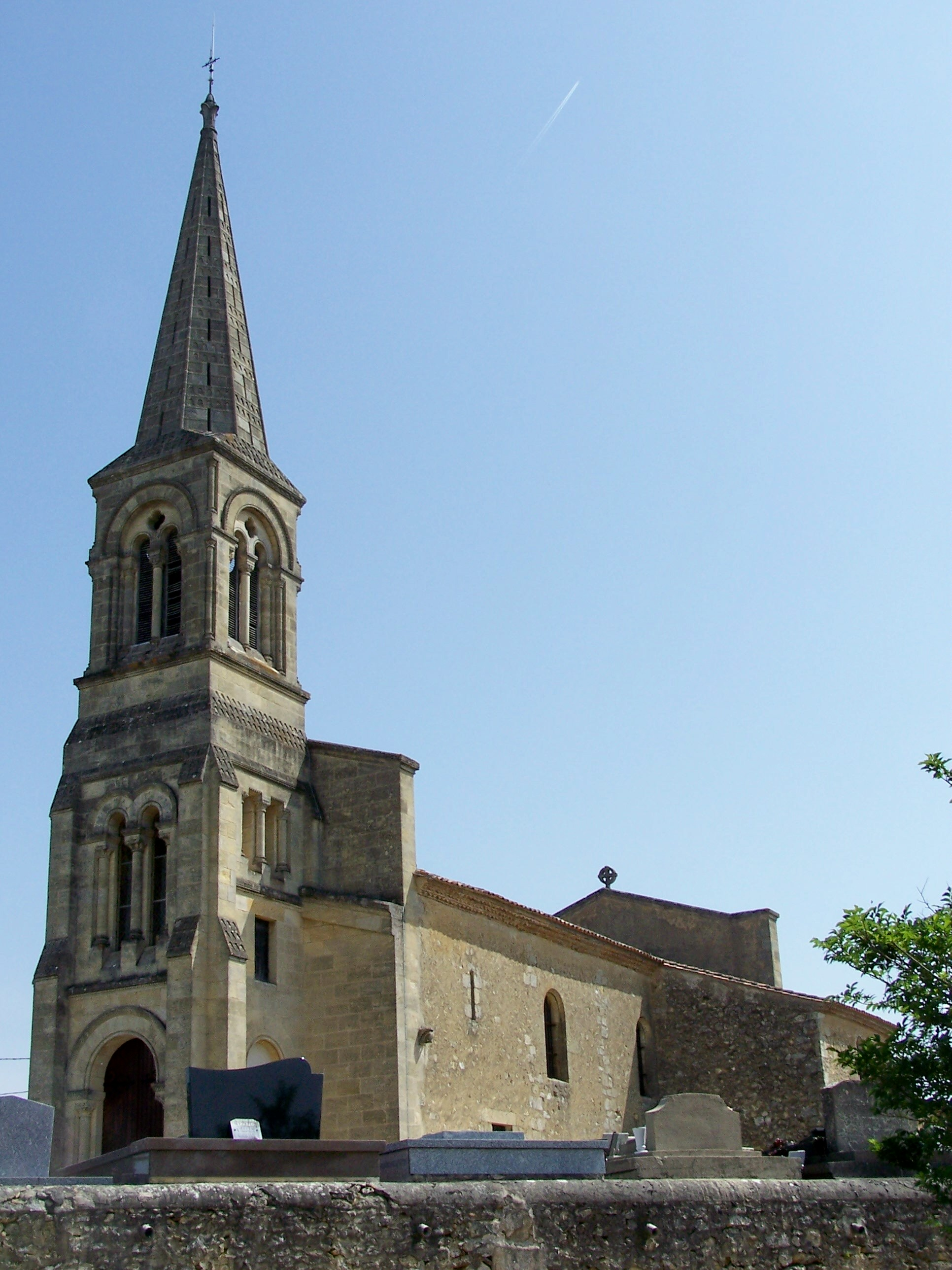
Kirche Saint-Jean-Baptiste

- Kirche Saint-Jean-Baptiste (Monument historique)